# 1193 Africa
Az 1193 Africa (ideiglenes jelöléssel 1931 HB) a Naprendszer kisbolygóövében található aszteroida. Cyril Jackson fedezte fel 1931. április 24-én, Johannesburgban.